# Enångers gamla kyrka
Enångers gamla kyrka är en kyrkobyggnad i Enånger i Uppsala stift. Den är församlingskyrka i Enånger-Njutångers församling.

## Kyrkobyggnad
Den befintliga kyrkans planform består av rektangulärt långhus och vidbyggd sakristia på norra sidan. Kyrkan erhöll sannolikt sin nuvarande skepnad under 1400-talet och har därefter förändrats i mindre omfattning. Kyrkan är murad av gråsten, men har tidstypiska tegelblinderingar på västgaveln. Ursprunglig perspektivportal i sydväst. Kyrkorummets väggar och samtida stjärnvalv är utsmyckade med kalkmålningar bland annat av målaren Alfabetsmästaren, tidigare känd som Eghil målare. Målningarna i valven har aldrig varit överkalkade och framstår som ett av Sveriges värdefullaste exempel på senmedeltida monumentalmåleri. Kyrkans fasta inredning förnyades under 1700-talets första hälft och är fortfarande väl bibehållen.

## Historik
När Enångers nya kyrka invigdes 1858 så övertogs Enångers gamla kyrka av Hälsinglands fornminnessällskap, som brukade den som museibyggnad. Kyrkan stod mellan 1947 och 2014 under Riksantikvarieämbetets vård och tillsyn och den invigdes för gudstjänstbruk 1952. Idag förvaltas kyrkobyggnaden av Statens fastighetsverk. Den nuvarande stenkyrkan är inte den första på platsen; vid omläggning av golvet 1951 påträffades grunden till raksluten korkyrka - det är möjligt att äldre delar ingår i den nuvarande långhusmuren.
Den 17 april 1999 stals träskulpturerna av Sankt Rochus och ärkeängeln Mikael i en serie av kyrkstölder längsmed norrlandskusten som varade mellan 1994 och 2004. Sammanlagt 19 kapell, kyrkor och museibyggnader blev av med värdefulla konstskatter. Vid en husrannsakan på Teneriffa december 2005 hittade polisen en stor mängd stöldgods, däribland träskulpturen av ärkeängeln Mikael; skulpturen av Rochus är fortfarande försvunnen.

## Inredning och inventarier
- Kalkmålningar från 1400-talet (bild).
- Altarskåp från 1500-talet av Haaken Gulleson med Sankt Rochus (bild).
- Altarskåp från 1500-talet av Haaken Gulleson med Jungfru Maria (bild).
- Altarskåp från 1500-talet (bild).
- Dopfunt av kalksten från 1200-talet (bild).
- Träskulptur från 1500-talet med ärkeängeln Mikael (bild).
- Träskulptur från 1520 av Haaken Gulleson med Anna själv tredje (bild).
- Predikstolens solsymbol innehåller de hebreiska bokstäverna JHWH, dvs. det heliga gudsnamnet som på svenska uttalas Jahve eller Jehova (se bild till höger).

## Bilder

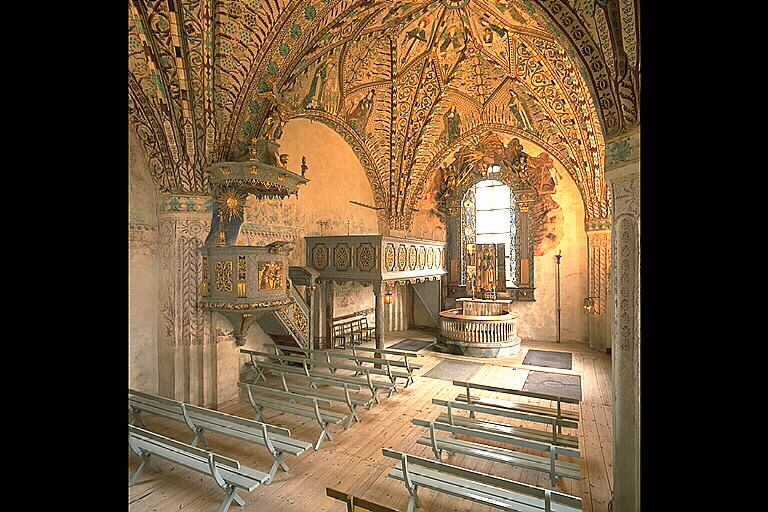
Interiör i Enångers gamla kyrka.
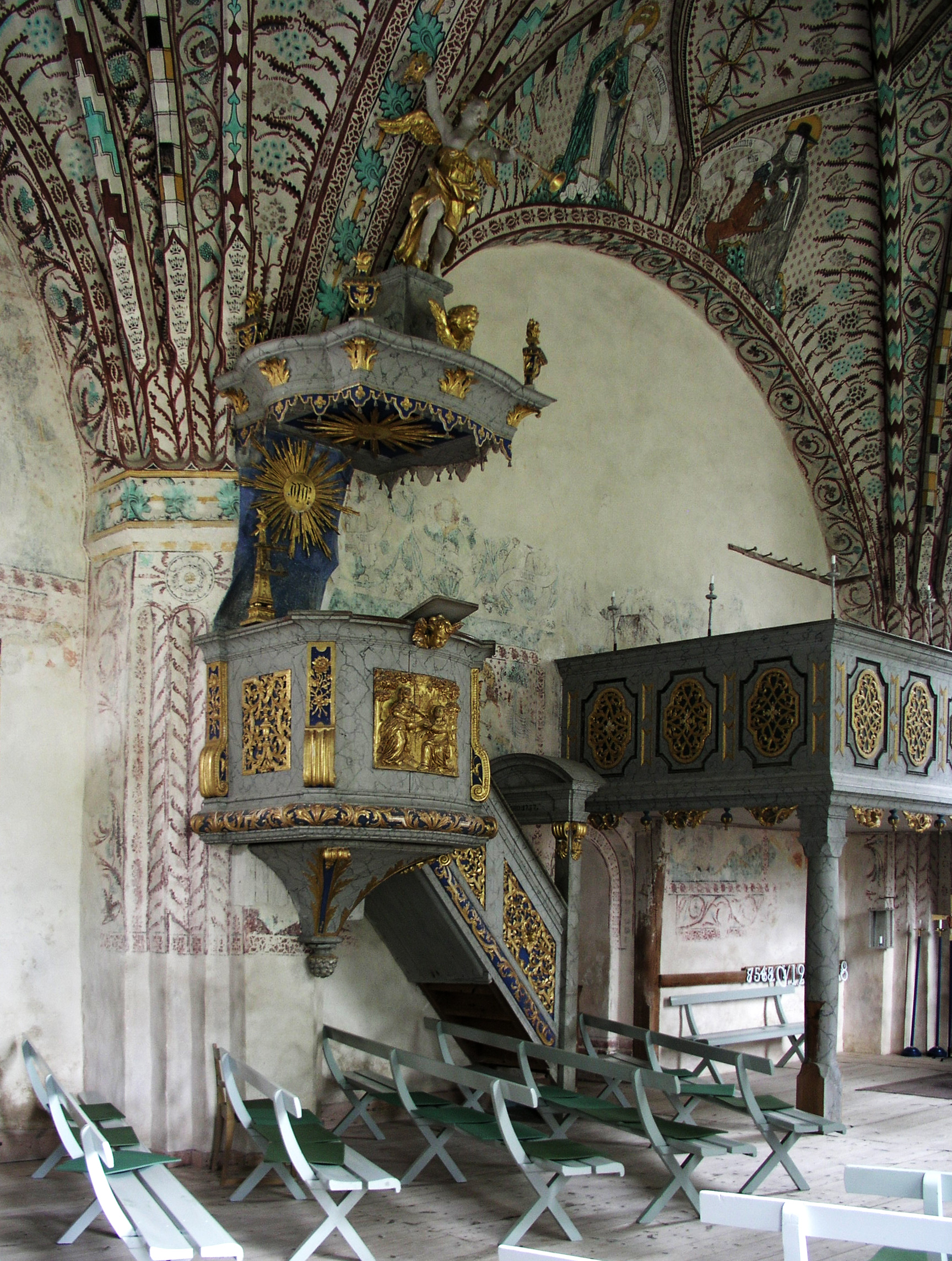
Predikstolen i Enångers gamla kyrka.
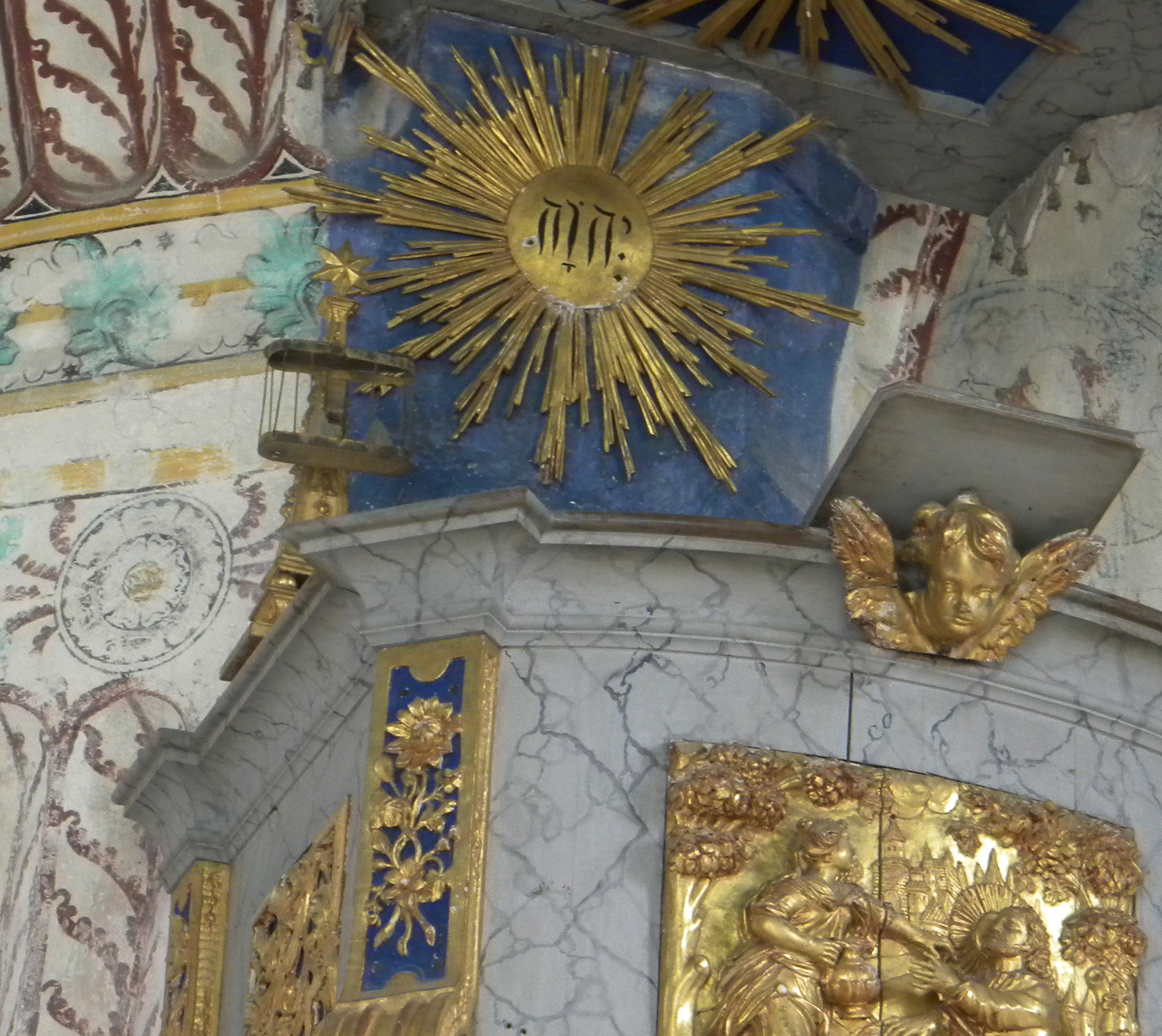
Predikstolens solsymbol med Guds namn JHWH på hebreiska.
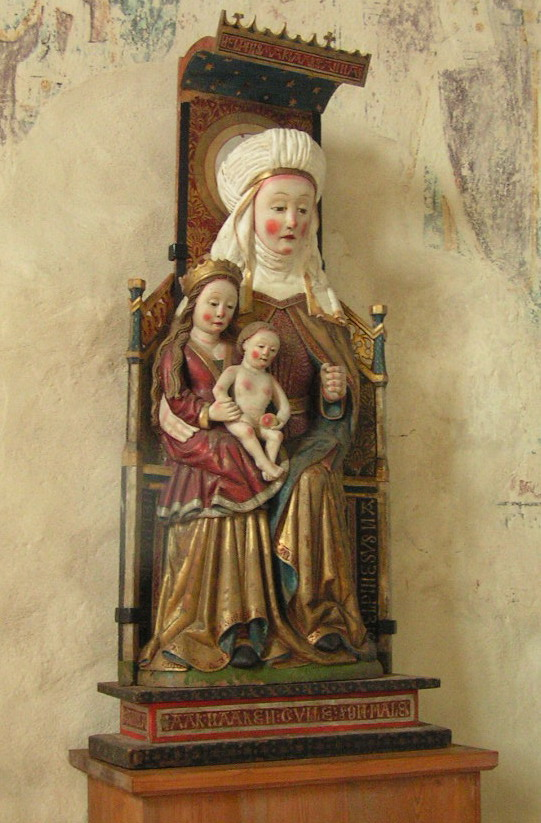
Anna själv tredje.

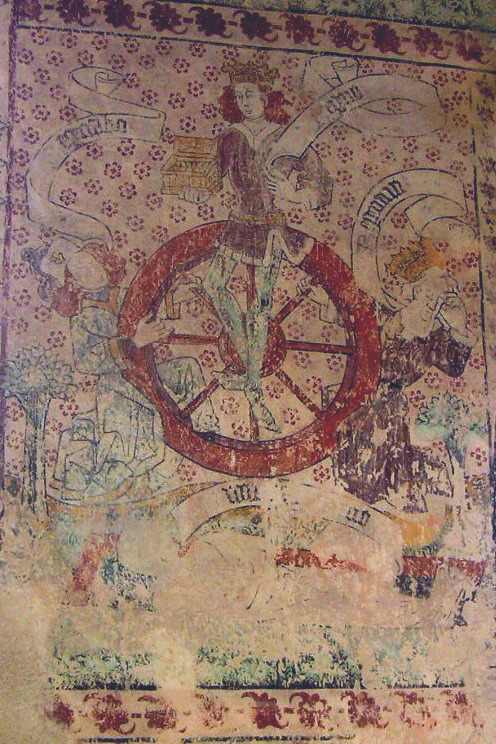
Livets lyckohjul, kalkmålning i Enångers gamla kyrka.
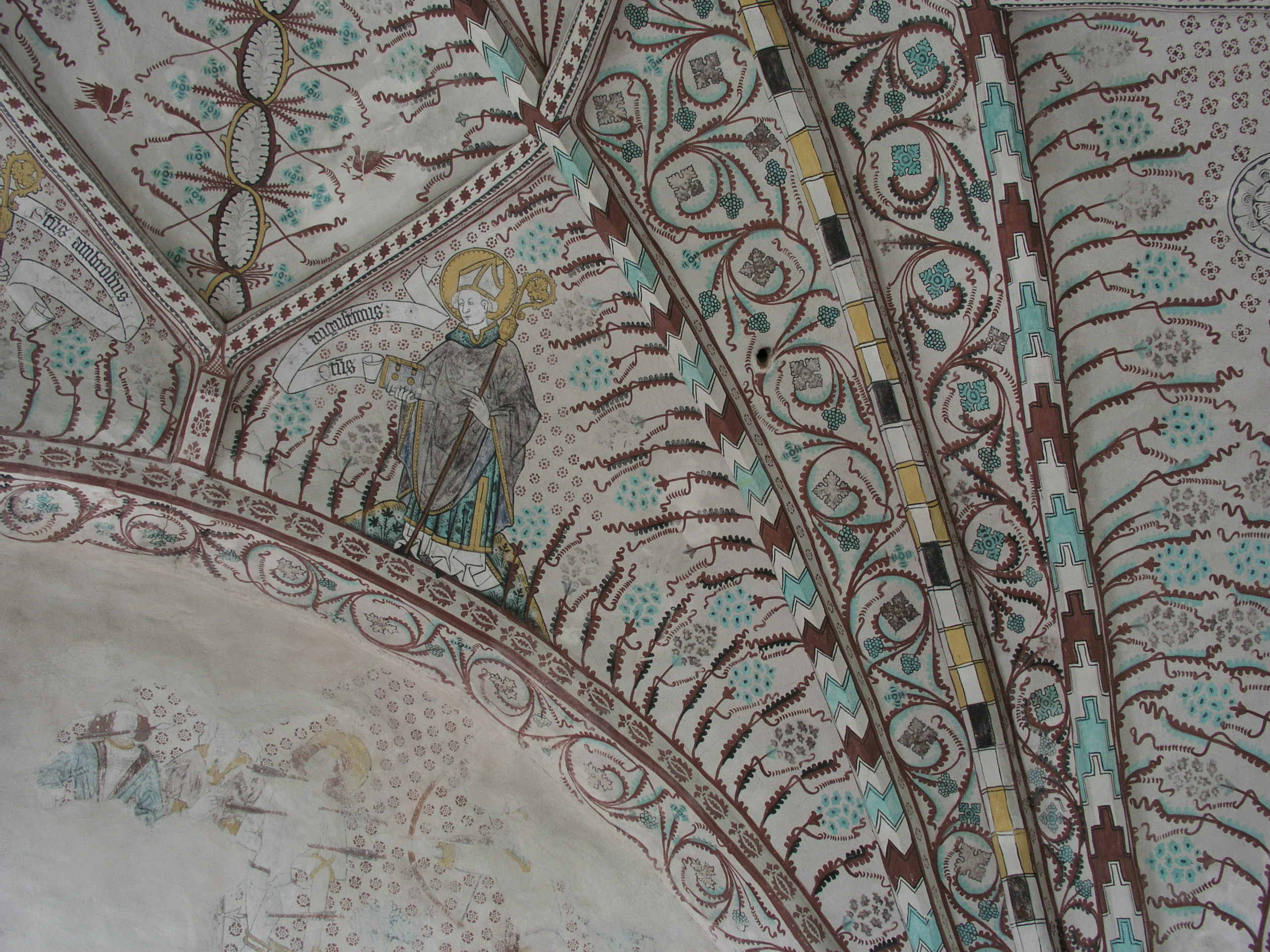
En av kyrkans många välbevarade takmålningar, föreställande Sankt Augustinus.
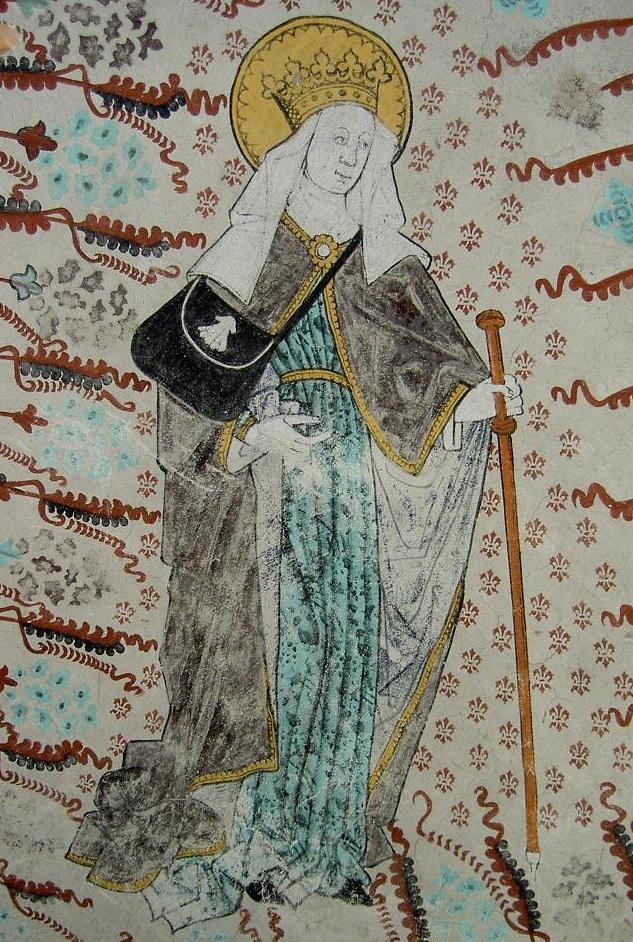
Drottning Ragenilda av Sverige (död cirka 1117) eller Heliga Ragnhild (född 1075, död omkring 1117).
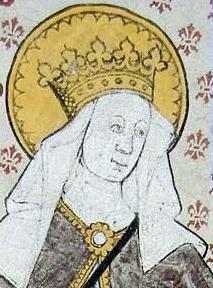
Heliga Ragnhild eller Ragnhild av Tälje, död cirka 1117. Detalj av kalkmålningen från cirka 1350 i Enångers gamla kyrka.